# Llista de monuments de l'Alta Cerdanya
Llista de monuments de l'Alta Cerdanya registrats com a monuments històrics, bé catalogats d'interès nacional (classé) o bé inventariats d'interès regional (inscrit).

## Monuments Històrics
| Monument                                                | Prot. | Època      | Localització                                | Coordenades                                          | Codi?      | Imatge |
| ------------------------------------------------------- | ----- | ---------- | ------------------------------------------- | ---------------------------------------------------- | ---------- | --- |
| Sant Andreu d'Angostrina                                | Cat.  | XII        | Angostrina i Vilanova de les Escaldes       | 42° 29′ 01″ N, 1° 57′ 32″ E / 42.483611°N,1.958889°E | PA00103953 | Sant Andreu d'Angostrina · Vegeu més fotos d'aquest monument · Carregueu una nova foto d'aquest monument                                |
| Sant Martí d'Envalls                                    | Inv.  | XII        | Angostrina i Vilanova de les Escaldes       | 42° 30′ 57″ N, 1° 57′ 20″ E / 42.515722°N,1.955639°E | PA66000001 | Sant Martí d'Envalls · Vegeu més fotos d'aquest monument · Carregueu una nova foto d'aquest monument                                    |
| Sant Iscle i Santa Victòria de Vilanova de les Escaldes | Inv.  | XI-XII     | Angostrina i Vilanova de les Escaldes       | 42° 28′ 39″ N, 1° 57′ 09″ E / 42.477583°N,1.9525°E   | PA00103952 | Sant Iscle i Santa Victòria de Vilanova de les Escaldes · Vegeu més fotos d'aquest monument · Carregueu una nova foto d'aquest monument |
| Mare de Déu de Bell-lloc de Dorres                      | Inv.  | XVIII-XIX  | Dorres                                      | 42° 28′ 46″ N, 1° 55′ 34″ E / 42.479314°N,1.926169°E | PA00104010 | Mare de Déu de Bell-lloc de Dorres · Vegeu més fotos d'aquest monument · Carregueu una nova foto d'aquest monument                      |
| Dolmen de Brangolí                                      | Cat.  | Neolític   | Enveig                                      | 42° 28′ 53″ N, 1° 54′ 19″ E / 42.481389°N,1.905278°E | PA00104017 | Dolmen de Brangolí · Vegeu més fotos d'aquest monument · Carregueu una nova foto d'aquest monument                                      |
| Sant Sadurní d'Enveig                                   | Cat.  |            | Enveig                                      | 42° 27′ 35″ N, 1° 54′ 58″ E / 42.459845°N,1.916213°E | PA00104018 | Sant Sadurní d'Enveig · Vegeu més fotos d'aquest monument · Carregueu una nova foto d'aquest monument                                   |
| Sant Genís d'Er                                         | Inv.  | XVIII      | Er                                          | 42° 26′ 29″ N, 2° 01′ 58″ E / 42.441306°N,2.032778°E | PA00104019 | Sant Genís d'Er · Vegeu més fotos d'aquest monument · Carregueu una nova foto d'aquest monument                                         |
| Sant Julià d'Estavar                                    | Cat.  |            | Estavar                                     | 42° 28′ 05″ N, 1° 59′ 47″ E / 42.468025°N,1.996518°E | PA00104024 | Sant Julià d'Estavar · Vegeu més fotos d'aquest monument · Carregueu una nova foto d'aquest monument                                    |
| L'Ermitatge                                             | Inv.  | XVII-XVIII | Font-romeu, Odelló i Vià                    | 42° 30′ 45″ N, 2° 02′ 46″ E / 42.5125°N,2.046111°E   | PA66000006 | L'Ermitatge · Vegeu més fotos d'aquest monument · Carregueu una nova foto d'aquest monument                                             |
| Santa Coloma de Vià                                     | Inv.  | XII        | Font-romeu, Odelló i Vià                    | 42° 29′ 26″ N, 2° 02′ 20″ E / 42.490577°N,2.038783°E | PA00104056 | Santa Coloma de Vià · Vegeu més fotos d'aquest monument · Carregueu una nova foto d'aquest monument                                     |
| Forn solar d'Odelló                                     | Inv.  | XX         | Font-romeu, Odelló i Vià                    | 42° 29′ 38″ N, 2° 01′ 45″ E / 42.4939°N,2.0292°E     | PA66000023 | Forn solar d'Odelló · Vegeu més fotos d'aquest monument · Carregueu una nova foto d'aquest monument                                     |
| Gran Hotel de Font-romeu                                | Inv.  | XX         | Font-romeu, Odelló i Vià                    | 42° 30′ 20″ N, 2° 02′ 19″ E / 42.505694°N,2.03875°E  | PA00104028 | Gran Hotel de Font-romeu · Vegeu més fotos d'aquest monument · Carregueu una nova foto d'aquest monument                                |
| Sant Martí d'Odelló                                     | Cat.  | XII        | Font-romeu, Odelló i Vià                    | 42° 29′ 51″ N, 2° 02′ 02″ E / 42.497611°N,2.033889°E | PA00104055 | Sant Martí d'Odelló · Vegeu més fotos d'aquest monument · Carregueu una nova foto d'aquest monument                                     |
| Edifici de les cases solars Trombe-Michel               | Inv.  | XX (1974)  | Font-romeu, Odelló i Vià 6 rue Cami-del-Sol | 42° 29′ 38″ N, 2° 02′ 02″ E / 42.493859°N,2.03379°E  | PA66000030 | Edifici de les cases solars Trombe-Michel · Carregueu una nova foto d'aquest monument                                                   |
| Sant Martí d'Ix                                         | Cat.  |            | La Guingueta d'Ix Ix                        | 42° 26′ 02″ N, 1° 57′ 18″ E / 42.433953°N,1.955089°E | PA00103972 | Sant Martí d'Ix · Vegeu més fotos d'aquest monument · Carregueu una nova foto d'aquest monument                                         |
| Sant Romà de Càldegues                                  | Cat.  |            | La Guingueta d'Ix                           | 42° 26′ 29″ N, 1° 57′ 52″ E / 42.441389°N,1.964444°E | PA00103971 | Sant Romà de Càldegues · Vegeu més fotos d'aquest monument · Carregueu una nova foto d'aquest monument                                  |
| Sant Fruitós d'Iravals                                  | Cat.  | XII-XVIII  | La Tor de Querol                            | 42° 27′ 36″ N, 1° 53′ 38″ E / 42.46°N,1.89375°E      | PA00104043 | Sant Fruitós d'Iravals · Vegeu més fotos d'aquest monument · Carregueu una nova foto d'aquest monument                                  |
| Sant Fruitós de Llo                                     | Cat.  | XII        | Llo                                         | 42° 27′ 16″ N, 2° 03′ 39″ E / 42.454494°N,2.060728°E | PA00104044 | Sant Fruitós de Llo · Vegeu més fotos d'aquest monument · Carregueu una nova foto d'aquest monument                                     |
| Sant Pere d'Oceja                                       | Inv.  | XII-XIV    | Oceja                                       | 42° 24′ 54″ N, 1° 58′ 53″ E / 42.414883°N,1.981342°E | PA00104062 | Sant Pere d'Oceja · Vegeu més fotos d'aquest monument · Carregueu una nova foto d'aquest monument                                       |
| Santa Maria de Planès                                   | Cat.  |            | Planès                                      | 42° 29′ 30″ N, 2° 08′ 28″ E / 42.491667°N,2.141111°E | PA00104092 | Santa Maria de Planès · Vegeu més fotos d'aquest monument · Carregueu una nova foto d'aquest monument                                   |
| Castell de Querol                                       | Inv.  |            | Porta Rue du Château, Querol                | 42° 29′ 55″ N, 1° 50′ 38″ E / 42.498611°N,1.84375°E  | PA00104094 | Castell de Querol · Vegeu més fotos d'aquest monument · Carregueu una nova foto d'aquest monument                                       |
| Viaducte sobre el riu Querol                            | Inv.  | XX         | Porta Querol                                | 42° 30′ 01″ N, 1° 50′ 26″ E / 42.5004°N,1.8406°E     | PA00104095 | Viaducte sobre el riu Querol · Vegeu més fotos d'aquest monument · Carregueu una nova foto d'aquest monument                            |
| Cal Mateu                                               | Inv.  | XVIII      | Santa Llocaia                               | 42° 26′ 11″ N, 2° 00′ 11″ E / 42.436475°N,2.002996°E | PA00104122 | Cal Mateu · Vegeu més fotos d'aquest monument · Carregueu una nova foto d'aquest monument                                               |
| Església de Santa Llocaia                               | Cat.  |            | Santa Llocaia                               | 42° 26′ 12″ N, 2° 00′ 16″ E / 42.4368°N,2.004569°E   | PA00104121 | Església de Santa Llocaia · Vegeu més fotos d'aquest monument · Carregueu una nova foto d'aquest monument                               |
| Creu de ferro forjat                                    | Cat.  |            | Ur Cementiri                                | 42° 27′ 35″ N, 1° 56′ 11″ E / 42.459802°N,1.936354°E | PA00104145 | Creu de ferro forjat · Vegeu més fotos d'aquest monument · Carregueu una nova foto d'aquest monument                                    |
| Església de Sant Martí d'Ur                             | Cat.  | XI-XVIII   | Ur                                          | 42° 27′ 44″ N, 1° 56′ 13″ E / 42.462222°N,1.936944°E | PA00104146 | Església de Sant Martí d'Ur · Vegeu més fotos d'aquest monument · Carregueu una nova foto d'aquest monument                             |